# Central hidroeléctrica Pangal
La central hidroeléctrica Pangal es una central hidroeléctrica de pasada ubicada a orillas del río Cachapoal en la cuenca del río Rapel de la Región de O'Higgins.
Las cuatro centrales, Pangal, Coya, Sauzal y Sauzalito, se ubican en el cauce superior de la hoya del río Cachapoal: Pangal sobre el río Pangal, Coya capta aguas de los ríos Pangal y Cachapoal y está ubicada no lejos de la junta de ambos ríos. Las centrales Sauzal y Sauzalito se encuentran aguas abajo de las anteriores en el río cachapoal.: 103–104 

Centrales hidroeléctricas de pasada en la cuenca alta del río Cachapoal.

| Central hidroeléctrica           | Altura de caída m | Caudal m³/s | Potencia instalada MW |
| -------------------------------- | ----------------- | ----------- | --------------------- |
| Central hidroeléctrica Pangal    | 448,0             | 6,8         | 24,0                  |
| Central hidroeléctrica Coya      | 134,0             | 27,8        | 30,0                  |
| Central hidroeléctrica Sauzal    | 115,3             | 76,2        | 76,8                  |
| Central hidroeléctrica Sauzalito | 25,7              | 45,0        | 9,5                   |
| Total                            |                   |             | 140,3                 |

## Historia
Al igual que la central hidroeléctrica Coya, también la central Pangal fue construida por técnicos de la Braden Copper Company para suministrar energía eléctrica a las faenas mineras de la mina El Teniente. 
Para ello fue necesario un acueducto, llamado hoy Tubería de madera de Pangal, que fue confeccionado entre los años 1917 y 1919 por obreros chilenos, bajo la supervisión de ingenieros estadounidenses con tablas de pino secuoya y fijadas por anillos de acero. Actualmente está operativo en una extensión aproximada de solo la mitad del recorrido. Fue declarado monumento nacional en la categoría de Monumento Histórico en 2014.